# Мартинес Кубелльс, Энрике
Энрике Мартинес Кубельс (28 апреля 1874 года, Мадрид — 25 февраля 1947 года, Малага) — испанский художник. Сын испанского художника Сальвадора Мартинеса Кубельса (1845—1914).

## Биография
Энрике Мартинес Кубельс родился 28 апреля 1874 года в Мадриде. Его отец, Сальвадор Мартинес Кубельс, был художником. Энрике решил идти по стопам своего отца. Учиться живописи он начал в мастерской своего отца. Продолжил обучение в специальной школе живописи, скульптуры и гравюры в Мадриде, затем — в Школе изящных искусств Сан-Фернандо. В 1899 году он на некоторое время уехал в Германию, поселился в Мюнхене и отправился путешествовать в разные страны Европы.
На Энрике особенно повлияло современное немецкое  искусство. Вернувшись в Испанию, он получил звание профессора в Школе искусств и ремесел Мадрида и Школе изящных искусств Сан-Фернандо. В своих произведениях художник отображал городские ландшафты, интерьеры, окружающую его сельскую местность. Часть картин связана морской темой и рыболовством.
Художник участвовал в многочисленных выставках. Был неоднократно награжден многочисленными почестями и наградами за свои произведения. На Национальной выставке изобразительных искусств удостаивался медалей в 1897, 1899, 1901, 1904 и 1912 годах. В 1910 году был удостоен первой премии на Международной выставке в Буэнос-Айресе, в  1916 году получил главный приз на художественной выставке в Панаме.
В 2002 году Музей изящных искусств Астурии во Дворце Веларде (Овьедо) организовал первую персональную выставку, посвященную творчеству Энрике Мартине Кубельса. На выставке было представлено 23 картины из собрания испанского мецената Педро Масавеу Петерсона (Pedro Masaveu Peterson, 1939). В 2003 году в Сарагосе прошла большая ретроспективная выставка художника.
В настоящее время произведения художника представлены в ведущих картинных галереях и музеях мира, в том числе в Музее изобразительных искусств Сан Пио V в Валенсии, Губернаторской канцелярии Барселоны, Историко-художественном музее Ла-Риохи (Логроньо), городском музее Малаги, Музее изобразительных искусств Алавы (Витория), Муниципальном музее Сан-Тельмо (Сан-Себастьян, Испания), часть картин находятся в частных художественных коллекциях.
Скончался 25 февраля 1947 года в испанском городе Малага.